# لوژیتسه (ناحیه پراخاتیتسه)
لوژیتسه (به چکی: Lužice) یک منطقهٔ مسکونی در جمهوری چک است که در ناحیه پراخاتیتسه واقع شده‌است. لوژیتسه ۳٫۱۹ کیلومتر مربع مساحت و ۴۲ نفر جمعیت دارد و ۴۶۰ متر بالاتر از سطح دریا واقع شده‌است.